# Срећан проклети Божић
Срећан проклети Божић (енгл. A Merry Friggin' Christmas) америчка је божићна филмска комедија из 2014. године. Режију потписује Тристрам Шапиро, по сценарију Мајкла Брауна, док главне улоге тумаче Џоел Макхејл, Лорен Грејам, Кларк Дјук, Оливер Плат, Венди Маклендон Кови, Тим Хајдекер, Кендис Берген и Робин Вилијамс.

## Радња
Срећно ожењени Бојд спреман је за савршени породични Божић, али позив његовог брата Нелсона у потпуности ће му променити планове. Бојд невољно пакује ствари и одлази у посету родитељима. Ситуација се додатно закомпликује када схвати да је заборавио поклоне за свога сина.

## Улоге
| Глумац               | Улога         |
| -------------------- | ------------- |
| Џоел Макхејл         | Бојд Мичлер   |
| Робин Вилијамс       | Мич Мичлер    |
| Лорен Грејам         | Луан Мичлер   |
| Кендис Берген        | Дона Мичлер   |
| Кларк Дјук           | Нелсон Мичлер |
| Тим Хајдекер         | Дејв Мичлер   |
| Венди Маклендон Кови | Шона Мичлер   |
| Пирс Гањон           | Даглас Мичлер |
| Амара Милер          | Пем Мичлер    |
| Рајан Ли             | Ранс Мичлер   |
| Биби Вуд             | Вира Мичлер   |
| Оливер Плат          | бескућник     |
| Амир Арисон          | Фархад        |
| Марк Прокш           | Трупер Зблоки |
| Џин Џоунс            | Глен          |
| Џефри Тамбор         | Снешко Белић  |